# 여정림
여정림(呂定琳, ?~?)은 발해의 관료이다.

## 생애
795년경에 발해의 광간대부공부낭중(匡諫大夫工部郎中)으로서 67명의 일행들과 일본에 파견되었지만 11월에 에조족(蝦夷族)의 거주지에서 공격을 받아 피해를 입게되자, 일본에서는 그와 일행들을 에치고국(越後國)에 머물게 했다.
796년 4월, 일본 수도로 입경해 강왕의 즉위와 발해 문왕이 사망한 사실을 알리는 국서를 및 선물을 주고, 당나라에서 공부하던 일본 승려 에이츄(永忠)의 편지를 전했다.
796년 5월, 그와 일행들이 발해로 귀국하려 하자, 미나가노 히로다케(御長廣岳) 등이 발해로 보내는 국서와 선물들을 가지고 동행했다.